# Microscopio de sonda de barrido
Un microscopio de sonda de barrido (también llamado SPM por sus siglas en inglés Scanning Probe Microscopy) es aquel que tiene el transmisor en la parte exequimal del lente (Objetivo 4x). Este microscopio electrónico utiliza una sonda que recorre la superficie del objeto a estudiar. La rama de microscopios SPM se fundó con la invención del microscopio de efecto túnel en 1981.
Su uso en investigaciones científicas es el de regular la imagen mediante un barrido de electrones haciendo que la imagen aumente (10.000.000 nm).

## Tipos de SPM
```
Hay gran variedad de microscopios de sonda de barrido, siendo los principales:
```

- AFM, Microscopio de fuerza atómica (atomic force microscopy)[1]
  - Contact AFM
  - Non-contact AFM
  - Dynamic contact AFM
  - Tapping AFM
- BEEM, ballistic electron emission microscopy[2]
- CFM, chemical force microscopy
- C-AFM, conductive atomic force microscopy[3]
- ECSTM electrochemical scanning tunneling microscope[4]
- EFM, electrostatic force microscopy[5]
- FluidFM, fluidic force microscope[6][7][8][9]
- FMM, force modulation microscopy[10]
- FOSPM, feature-oriented scanning probe microscopy[11]
- KPFM, kelvin probe force microscopy[12]
- MFM, magnetic force microscopy[13]
- MRFM, magnetic resonance force microscopy[14]

- NSOM, Microscopio óptico de campo cercano (near-field scanning optical microscopy o SNOM, scanning near-field optical microscopy)[15]
- PFM, Piezoresponse Force Microscopy[16]
- PSTM, photon scanning tunneling microscopy[17]
- PTMS, photothermal microspectroscopy/microscopy
- SCM, scanning capacitance microscopy[18]
- SECM, scanning electrochemical microscopy
- SGM, scanning gate microscopy[19]
- SHPM, scanning Hall probe microscopy[20]
- SICM, scanning ion-conductance microscopy[21]
- SPSM spin polarized scanning tunneling microscopy[22]
- SSRM, scanning spreading resistance microscopy[23]
- SThM, scanning thermal microscopy[24]
- STM, Microscopio de efecto túnel (scanning tunneling microscopy)[25]
- STP, scanning tunneling potentiometry[26]
- SVM, scanning voltage microscopy[27]
- SXSTM, synchrotron x-ray scanning tunneling microscopy[28]
- SSET Scanning Single-Electron Transistor Microscopy[29]

De estas técnicas, AFM y STM son los más comúnmente utilizados para las mediciones de rugosidad.